# トランスペアレント
『トランスペアレント』（英: transparent）は、2005年に製作されたアメリカ合衆国のドキュメンタリー映画。
日本では2009年1月25日に第4回関西クィア映画祭で初上映された。
親となった、19人のFtM (Female to Male) トランスジェンダーのドキュメンタリー。

## キャスト
- ジュシュ・モルテン

## 受賞
- ワルシャワ映画祭2006 最優秀新作賞
- Inside Out 2006（トロント・レズビアン&ゲイ映画祭）ドキュメンタリー賞